# Georg Wolmar von Fahrensbach
Georg Wolmar von Fahrensbach, född 9 februari 1586, död 19 maj 1633, var en tysk-baltisk militär och diplomat. Han var son till Jürgen von Farensbach.
Fahrensbach var en av sin tids typiska kondottiärer, som arbetade som diplomat och militär på olika sidor under trettioåriga kriget, allt vartefter det syntes fördelaktigast. Han befanns sig till en början i polsk tjänst och blev 1611 guvernör i Livland, men bedrev under sin tid här ett livligt intrigspel med svenskarna. Han var därefter i sold hos olika nationer, innan han kom i kejsarens tjänst och 1626 blev dansk krigsfånge och utlämnades till Sverige. Efter en kort tids fångenskap trädde han på nytt i kejserlig tjänst, innan han 1628 gick i svensk tjänst. Av Gustav II Adolf användes han i en beskickning till Siebenbürgen, som dock inte ledde till något resultat. 1631 anslöt han sig på nytt till kejsaren. Han häktades dock som misstänkt för förbindelser med svenskarna, och avrättades 1633 i Regensburg.